# جون دبليو. كروفورد
جون دبليو. كروفورد (بالإنجليزية: John W. Crawford)‏ هو طبيب وسياسي أمريكي، ولد في 15 مايو 1846.